# Lista de prefeitos de Rio Verde
Esta é a lista de prefeitos do município de Rio Verde, estado brasileiro de Goiás.
| Nº                                                    | Nome                                                                  | Imagem                         | Partido                                          | Início do mandato       | Fim do mandato                          | Observações |
| 1                                                     | Benjamim Emigdio Hollagray                                            |                                | Partido Popular PP                               | 31 de julho de 1882     | 31 de janeiro de 1890                   | Primeiro Intendente do município, nomeado junto com a elevação à categoria de Cidade pela Resolução Provincial nº 670, de 31 de julho de 1882.                                                       |
| Primeira República (1889–1930)                        |                                                                       |                                |                                                  |                         |                                         | |
| 2                                                     | Antônio Caiado                                                        |                                | Partido Moderado Republicano PMR                 | 1° de fevereiro de 1890 | 31 de janeiro de 1894                   | Intendente nomeado pelo Governador do Estado |
| 3                                                     | Rodolfo Gustavo da Paixão                                             |                                | Partido Moderado Republicano PMR                 | 1° de fevereiro de 1894 | 31 de janeiro de 1898                   | Intendente nomeado pelo Governador do Estado |
| 4                                                     | Aristides de Sousa Spínola                                            |                                | União Democrática Conservadora UDC               | 1° de fevereiro de 1898 | 31 de janeiro de 1902                   | Intendente nomeado pelo Governador do Estado |
| 5                                                     | Roberto Caiado                                                        |                                | União Democrática Conservadora UDC               | 1° de fevereiro de 1902 | 31 de janeiro de 1906                   | Intendente nomeado pelo Governador do Estado |
| 6                                                     | Rodolfo Gustavo da Paixão                                             |                                | Partido Moderado Republicano PMR                 | 1° de fevereiro de 1906 | 31 de janeiro de 1910                   | Intendente nomeado pelo Governador do Estado |
| 7                                                     | Guilherme Francisco Cruz                                              |                                | Partido Liberal PL                               | 1° de fevereiro de 1910 | 31 de janeiro de 1914                   | Intendente nomeado pelo Governador do Estado |
| 8                                                     | Júlio Barbosa de Vasconcelos                                          |                                | Partido Liberal PL                               | 1° de fevereiro de 1914 | 31 de janeiro de 1918                   | Intendente nomeado pelo Governador do Estado |
| 9                                                     | Humberto Martins Ribeiro                                              |                                | Partido Liberal PL                               | 1° de fevereiro de 1918 | 14 de novembro de 1922                  | Intendente nomeado pelo Governador do Estado |
| 10                                                    | Roberto Caiado                                                        |                                | União Democrática Conservadora UDC               | 15 de novembro de 1922  | 14 de novembro de 1926                  | Intendente nomeado pelo Governador do Estado |
| 11                                                    | Fernando Caiado                                                       |                                | União Democrática Conservadora UDC               | 15 de novembro de 1926  | 4 de novembro de 1930                   | Intendente nomeado pelo Governador do Estado |
| Segunda e Terceira República — Era Vargas (1930–1945) |                                                                       |                                |                                                  |                         |                                         | |
| 12                                                    | Brasil Caiado                                                         |                                | Partido Liberal PL                               | 5 de novembro de 1930   | 26 de setembro de 1932                  | Intendente nomeado pelo Governador do Estado |
| —                                                     | Antônio Martins Borges (Araxá, 28.12.1865–1931)                       |                                | Partido Popular PP                               | 27 de setembro de 1932  | 1932                                    | Interino |
| 13                                                    | Oscar Campos Júnior (Rio Verde, 19.11.1904–22.07.1964)                |                                | Partido Social Republicano PSR                   | 1932                    | 1934                                    | Intendente nomeado pelo Governador do Estado |
| 14                                                    | Jose de Assis Moraes                                                  |                                | Partido Social Republicano PSR                   | 1934                    | 1935                                    | Intendente nomeado pelo Governador do Estado |
| 15                                                    | Felipe Santa Cruz                                                     |                                | Partido Social Republicano PSR                   | 1935                    | 1938                                    | Intendente nomeado pelo Governador do Estado |
| 16                                                    | Pedro Quintiliano Leão (Rio Verde, 07.02.1905–19??)                   |                                | Partido Popular PP                               | 1938                    | 1942                                    | Intendente nomeado pelo Governador do Estado |
| 17                                                    | Célio Leão Borges (Rio Verde, 11.12.1916–2009)                        |                                | Partido Social Republicano PSR                   | 1942                    | 1945                                    | Intendente nomeado pelo Governador do Estado |
| Quarta República (1945–1964)                          |                                                                       |                                |                                                  |                         |                                         | |
| —                                                     | Wilson Mendonça                                                       |                                | Partido Social Democrático PSD                   | 1945                    | 1945                                    | Interino |
| 18                                                    | José Maria Salazar                                                    |                                | Partido Social Democrático PSD                   | 1° de janeiro de 1946   | abril de 1946                           | Intendente nomeado pelo Governador do Estado |
| 19                                                    | Martinho Palmerston Ribeiro Guimarães (Caldas Novas, 06.03.1917–19??) |                                | União Democrática Nacional UDN                   | abril de 1946           | 5 de dezembro de 1947                   | Intendente eleito indiretamente pela Câmara Municipal |
| 20                                                    | Jerônimo Martins                                                      |                                | Partido Social Democrático PSD                   | 6 de dezembro de 1947   | 30 de janeiro de 1951                   | Prefeito eleito em sufrágio universal |
| 21                                                    | Astolfo Leão Borges (Rio Verde, 09.07.1911– Goiânia, 18.10.1992)      |                                | Partido Social Democrático PSD                   | 31 de janeiro de 1951   | 30 de janeiro de 1955                   | Prefeito eleito em sufrágio universal |
| 22                                                    | Sebastião Arantes (Rio Verde, 13.05.1922–19.12.1993)                  |                                | Partido Social Democrático PSD                   | 31 de janeiro de 1955   | 30 de janeiro de 1959                   | Prefeito eleito em sufrágio universal |
| 23                                                    | Nestor Fonseca (1916–2004)                                            |                                | União Democrática Nacional UDN                   | 31 de janeiro de 1959   | 30 de janeiro de 1961                   | Prefeito eleito em sufrágio universal |
| 24                                                    | Paulo Campos (Rio Verde, 19.09.1920–26.01.1999)                       |                                | Partido Social Democrático PSD                   | 31 de janeiro de 1961   | 30 de janeiro de 1966                   | Prefeito eleito em sufrágio universal |
| Quinta República (1964–1985)                          |                                                                       |                                |                                                  |                         |                                         | |
| 25                                                    | Eurico Veloso do Carmo (Rio Verde, 23.04.1919–04.04.1997)             |                                | Aliança Renovadora Nacional ARENA                | 31 de janeiro de 1966   | 30 de janeiro de 1970                   | Prefeito eleito em sufrágio universal |
| 26                                                    | Lauro Martins (Rio Verde, 01.12.1925– São Paulo, 13.01.2006)          |                                | Aliança Renovadora Nacional ARENA                | 31 de janeiro de 1970   | 30 de janeiro de 1973                   | Prefeito eleito em sufrágio universal |
| 27                                                    | Eurico Veloso do Carmo (Rio Verde, 23.04.1919–04.04.1997)             |                                | Aliança Renovadora Nacional ARENA                | 31 de janeiro de 1973   | 31 de janeiro de 1977                   | Prefeito eleito em sufrágio universal |
| 28                                                    | Iron Jayme do Nascimento (Rio Verde, 17.03.1937–24.06.1999)           |                                | Movimento Democrático Brasileiro MDB             | 1° de fevereiro de 1977 | 31 de janeiro de 1983                   | Prefeito eleito em sufrágio universal |
| Sexta República, ou Nova República (1985–presente)    |                                                                       |                                |                                                  |                         |                                         | |
| 29                                                    | Osório Leão Santa Cruz (Rio Verde, 21.08.1941–)                       |                                | Partido do Movimento Democrático Brasileiro PMDB | 1° de fevereiro de 1983 | 31 de dezembro de 1988                  | Prefeito eleito em sufrágio universal |
| 30                                                    | Paulo Roberto Cunha (Rio Verde, 05.06.1942– Goiânia, 03.06.2011)      |                                | Partido Democrata Cristão PDC                    | 1° de janeiro de 1989   | 3 de abril de 1990                      | Prefeito eleito em sufrágio universal |
| 31                                                    | Eurico Veloso do Carmo (Rio Verde, 23.04.1919–04.04.1997)             |                                | Partido Democrata Cristão PDC                    | 4 de abril de 1990      | 31 de dezembro de 1992                  | Vice-prefeito eleito. Assume a Prefeitura após a desincompatibilização de Paulo Roberto Cunha que disputaria o governo do Estado.                                                                    |
| 32                                                    | Osório Leão Santa Cruz (Rio Verde, 21.08.1941–)                       |                                | Partido do Movimento Democrático Brasileiro PMDB | 1° de janeiro de 1993   | 31 de dezembro de 1996                  | Prefeito eleito em sufrágio universal |
| 33                                                    | Nelci Silva Spadoni (São Roque, 14.04.1938–)                          |                                | Partido Progressista Brasileiro PPB              | 1° de janeiro de 1997   | 30 de agosto de 2000                    | Prefeita eleita em sufrágio universal, teve seu mandato suspenso pela Justiça, acabou por renunciar tanto a sua condição de chefe do Poder Executivo municipal, quanto à sua candidatura à reeleição |
| 34                                                    | José Lázaro da Silva                                                  |                                | Partido Progressista Brasileiro PPB              | 31 de agosto de 2000    | 31 de dezembro de 2000                  | Vice-prefeito eleito no cargo de titular |
| 35                                                    | Paulo Roberto Cunha (Rio Verde, 05.06.1942– Goiânia, 03.06.2011)      |                                | Partido Trabalhista Brasileiro PTB               | 1° de janeiro de 2001   | 31 de dezembro de 2004                  | Prefeito eleito em sufrágio universal |
| 35                                                    | Paulo Roberto Cunha (Rio Verde, 05.06.1942– Goiânia, 03.06.2011)      | Partido Progressista PP        | 1° de janeiro de 2005                            | 31 de dezembro de 2008  | Prefeito reeleito em sufrágio universal | |
| 36                                                    | Juraci Martins de Oliveira, Dr. Juraci (Rio Verde, 29.11.1944–)       |                                | Democratas DEM                                   | 1° de janeiro de 2009   | 31 de dezembro de 2012                  | Prefeito eleito em sufrágio universal |
| 36                                                    | Juraci Martins de Oliveira, Dr. Juraci (Rio Verde, 29.11.1944–)       | Partido Social Democrático PSD | 1° de janeiro de 2013                            | 31 de dezembro de 2016  | Prefeito reeleito em sufrágio universal | |
| 37                                                    | Paulo Faria do Vale (Tupaciguara, 06.10.1959–)                        |                                | Partido do Movimento Democrático Brasileiro PMDB | 1° de janeiro de 2017   | 31 de dezembro de 2020                  | Prefeito eleito em sufrágio universal |
| 37                                                    | Paulo Faria do Vale (Tupaciguara, 06.10.1959–)                        | Democratas DEM                 | 1° de janeiro de 2021                            | 31 de dezembro de 2024  | Prefeito reeleito em sufrágio universal | |
| 38                                                    | Wellington Soares Carrijo Filho (Rio Verde, 09.11.1987–)              |                                | Movimento Democrático Brasileiro MDB             | 1° de janeiro de 2025   | Atualidade                              | Prefeito eleito em sufrágio universal |